# (13652) Elowitz
(13652) Elowitz (1997 BV8) – planetoida z grupy pasa głównego asteroid okrążająca Słońce w ciągu 3,3 lat w średniej odległości 2,22 j.a. Odkryta 31 stycznia 1997 roku.